# Gelbbauch-Grüntaube

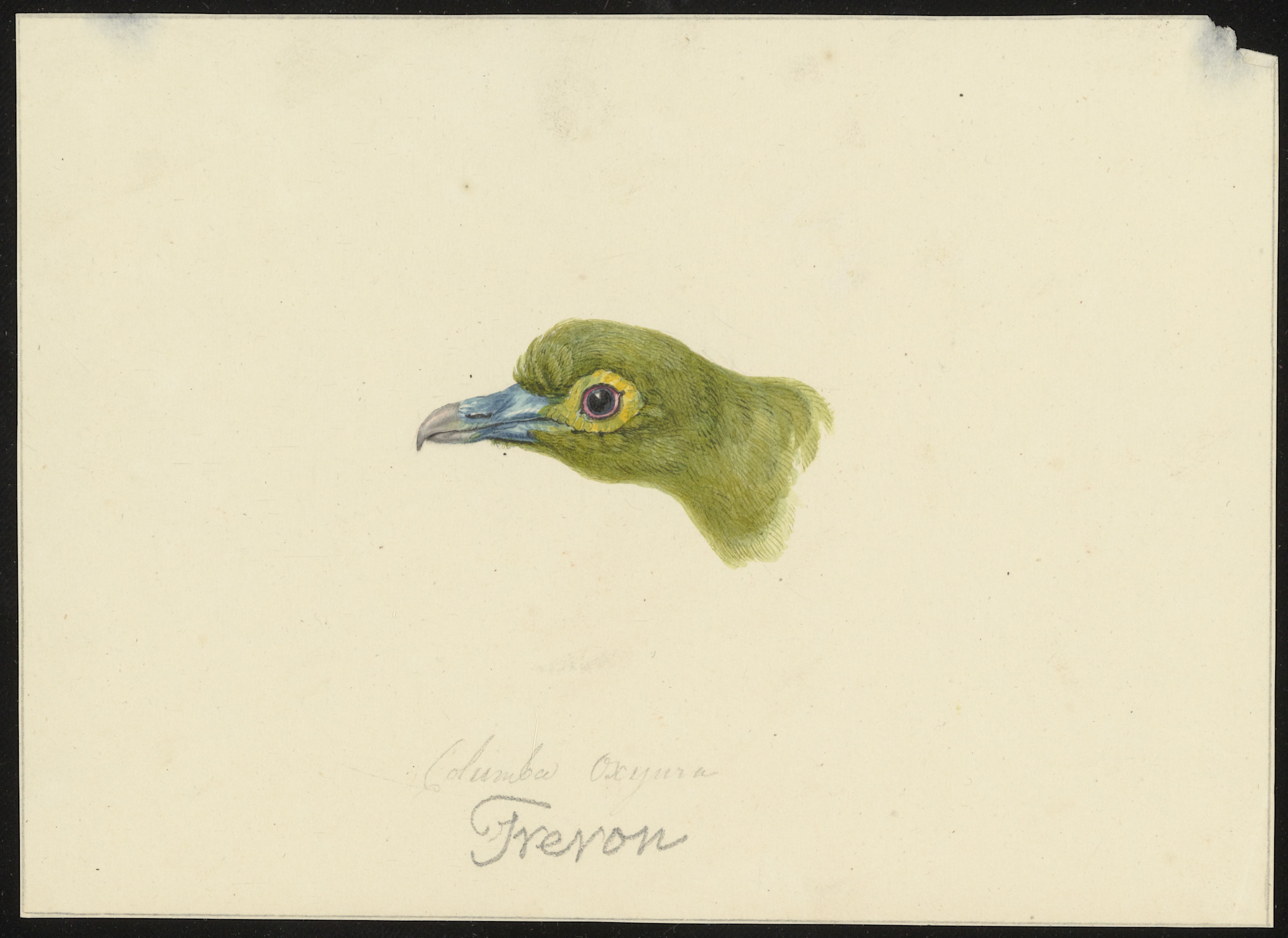
Kopfstudie einer Gelbbauch-Grüntaube

Die Gelbbauch-Grüntaube (Treron oxyura, Syn.: Treron oxyurus), auch Sumatragrüntaube genannt, ist eine Art der Taubenvögel. Sie kommt in Südostasien vor.
Die Bestandssituation der Gelbbauch-Grüntaube wird von der IUCN mit potentiell gefährdet (near threatened) angegeben.

## Erscheinungsbild
Die Gelbbauch-Grüntaube erreicht eine Körperlänge von 32 Zentimeter. Sie ist damit eine mittelgroße, kompakt gebaute Taube, die etwa so groß ist wie eine Lachtaube. Auf den Schwanz entfallen zwischen 10,2 und 11,9 Zentimeter. Der Schnabel ist zwischen 1,8 und 2,1 Zentimeter lang. Der Geschlechtsdimorphismus ist gering ausgeprägt.

### Erscheinungsbild des Männchens
Beim Männchen sind die Wachshaut des Schnabels und die Zügel unbefiedert. Der Vorderkopf wirkt durch die unbefiederte Wachshaut steil. Der Vorderkopf bis zum Nacken ist leuchtend olivgrün und geht im Nacken, auf dem Mantel und auf den kleinen Flügeldecken in ein dunkles Grün über, das einen individuell verschiedenen Anteil an Grau hat. Die äußeren großen Flügeldecken sind schwärzlich mit einem grünlichen Ton auf den Außenfahnen. Die Armschwingen sind schwarz mit graugrünen Säumen an den Außenfahnen. Die Handschwingen sind vollständig schwarz. Der Rücken und die Oberschwanzdecken sind dunkelgrün. Der Schwanz ist keilförmig gestuft, die mittleren Steuerfedern sind auffällig verlängert. Auf der Unterseite verläuft ein breites graues Endband.
Die Kinn und die Kehle sind grünlich gelb, die Ohrdecken sind olivfarben. Die Brust ist olivfarben mit einer orangefarbenen Überwaschung. Der Bauch ist leuchtend olivgrün, der Bürzel und die Schenkel sind schwefelgelb, allerdings sind viele Federn der Schenkel dunkel gestrichelt. Die kurzen Unterschwanzdecken haben gelbe Außenfahnen und braune Innenfahnen.
Die Iris ist mauvefarben bis orange mit einem blauen Innenring. Der unbefiederte Orbitalring ist blassgrün bis türkis. Die Wachshaut und die Schnabelbasis ist türkis bis apfelgrün, die Schnabelspitze ist bläulich hornfarben. Die Füße sind leuchtend rot.

### Erscheinungsbild der Weibchen
Die Weibchen ähneln den Männchen, der hintere Hals und der Mantel sind jedoch ohne jeglichen Grauton. Auf der Brust ist die orangefarbene Überwaschung schwächer oder nicht vorhanden. Die Unterschwanzdecken sind gelblicher, ihnen fehlt in der Regel jeglicher Braunton. Das mittlere Paar der Steuerfedern ist tendenziell kürzer als bei den Männchen.
Jungvögel sind wie die Weibchen gefärbt, das Schwanzende ist jedoch bei ihnen noch rundlich.

## Verwechselungsmöglichkeiten
Im Verbreitungsgebiet der Gelbbauch-Grüntaube kommt nur eine Art der Grüntauben vor, mit der sie verwechselt werden kann. Bei der Keilschwanz-Grüntaube ist das Ende der verlängerten mittleren Steuerfedern rundlich. Die Unterschwanzdecken sind sehr lang und reichen mitunter bis zu dem Ende der Steuerfedern. Die Zügel sind befiedert. Die Flügeldecken haben auffällige gelbe Säume.

## Verbreitungsgebiet und Lebensraum
Die Gelbbauch-Grüntaube ist ein Endemit Sumatras und Javas. Auf Sumatra kommt sie in den Vorgebirgen und Gebirgen des Inselinneren vor. Auf Java ist sie nur im Westen verbreitet und ist ein vergleichsweise seltener Vogel.
Der Lebensraum der Gelbbauch-Grüntaube sind dichte, immergrüne Primär- und Sekundärwälder. Die Höhenverbreitung auf Sumatra reicht von 300 bis 1800 Höhenmetern. Auf Java kommt sie auch noch auf 3000 Höhenmetern vor. Innerhalb ihres Lebensraums unternimmt sie Wanderungen, wenn das Nahrungsangebot knapp wird.

## Lebensweise
Die Gelbbauch-Grüntaube lebt einzelgängerisch, in Paaren oder in kleinen Trupps. Sie ist nur sehr selten außerhalb von Waldgebieten zu beobachten und hält sich überwiegend hoch in den Baumwipfeln auf. Der Flug ist schnell und gradlinig. Die Fortpflanzungszeit ist nicht genau bekannt. Brütende Vögel wurden auf Sumatra im Januar beobachtet und auf Java im Juni. Das Nest wird wie für Tauben typisch als lose Plattform aus kleinen Ästchen errichtet. Es befindet sich typischerweise im dichten Blattwerk hoch über dem Erdboden.